# منطقه شکارممنوع کوه‌سیاه
منطقه شکارممنوع کوه‌سیاه در منطقه کوهستانی دشتی، استان بوشهر قرار دارد. این منطقه محل قشلاق عشایر قشقایی است. در حدود ۷هزار رأس کل، بز، قوچ و میش وحشی در این زیست‌پناهگاه زندگی می‌کنند. این منطقه در ۸۳ کیلومتری جنوب شرقی خورموج با ارتفاع ۱۶۹۱ متر قرار دارد. در مناطق حفاظت شده شکارممنوع کوه سیاه با اجازه سازمان محیط‌زیست و اخذ پروانه، امکان شکار در فصول معینی وجود دارد.
این منطقه اکنون (سال ۱۳۹۱) در لیست رسمی سازمان محیط زیست ایران قرار ندارد؛ و بنظر می‌رسد ممنوعیت شکار در آن منقضی شده باشد.